# Gimigliano
Gimigliano är en ort och kommun i provinsen Catanzaro i regionen Kalabrien i Italien. Kommunen hade 3 217 invånare (2018).